# Georges Van Zevenberghen
Georges Van Zevenberghen (Sint-Jans-Molenbeek (Brussel), 30 november 1877 – Sint-Joost-ten-Node, 1968) was een Belgisch realistisch en postimpressionistisch kunstschilder.

## Persoonsgegevens
Hij huwde in 1906 te Leuven met Jeanne Sterckx, dochter van Adrien Louis Sterckx en van Marie Josèphe Sophie Vansevenberghen. Na haar overlijden in 1938 trad hij een tweede maal in het huwelijk in 1940 met Georgina Iserbyt (1915 - 2001), zijn leerlinge en model.

## Levensloop
Van Zevenberghen was eerst leerling aan de Academie van Sint-Jans-Molenbeek (1895-1896) en vanaf 1898 tot 1899 aan de Academie voor Schone Kunsten in Brussel. In 1898 nam hij zonder gevolg deel aan de wedstrijd voor de Romeprijs. Hij was achteraf ook nog leerling van Jan Stobbaerts, die een verwant van hem was en die een sterke invloed op hem zou uitoefenen.
In 1903 ondernam hij een reis naar Parijs. Hij zag er werk van de 18de-eeuwse schilder Chardin dat hem sterk onder de indruk bracht. Nadien ging hij zelf vaak genrestukken schilderen met vrouwen in verstilde huishoudelijke situaties.
Hij was lid van de kunstenaarsverenigingen Labeur en Pour l'Art. Hij werd een in 1909 een goede vriend van Guillaume Charlier.
In 1926 reisde hij door Frankrijk in gezelschap van enkele bevriende kunstenaars (Valerius De Saedeleer, Auguste Oleffe, Philibert Cockx, Henri Thomas en René Janssens) en in 1953 ondernam hij een Italiëreis.
Van Zevenberghen nam vanaf 1903 geregeld deel aan de salons in Brussel, Antwerpen, Namen en aan de salons van Labeur en Pour l'Art.
In 1933 werd hij aangesteld als professor aan de Academie voor Schone Kunsten in Brussel. Hij bekleedde deze post tot 1948.

## Oeuvre
Van Zevenberghen schilderde landschappen uit het Brusselse, stillevens, interieurs, portretten, figuren en naakten.

## Tentoonstellingen
- Van Zevenberghen nam geregeld deel aan de salons in Brussel, Antwerpen, Namen en aan de salons van Labeur en Pour l'Art.
- Overzichtstentoonstelling in het Museum Charlier in 1978.

## Musea
- Antwerpen, Koninklijk Museum voor Schone Kunsten
- Brussel, Koninklijke Musea voor Schone Kunsten van België
- Brussel, Museum Charlier
- Bergen (Mons), BAM
- Barcelona, Spanje
- Riga, Estland

- Gemeinsame Normdatei: 174292465
- International Standard Name Identifier: 0000 0000 9332 4872
- RKD-Nederlands Instituut voor Kunstgeschiedenis: 79335
- Union List of Artist Names: 500183140
- Virtual International Authority File: 137112367
- WorldCat: E39PBJf4dg8phyQQvb9PrcBkjC